# Vlasovite
La vlasovite è un minerale.